# Буруев, Владимир Яковлевич
Владимир Яковлевич Буруев (12 февраля 1936, село Барагхан, Бурят-Монгольская ССР — 25 апреля 1999, Улан-Удэ) — бурятский советский и российский оперный певец (баритон), народный артист РСФСР (1986).

## Биография
Владимир Яковлевич Буруев (Ян-Чин-Фан) родился 12 февраля 1936 года в селе Барагхан Курумканском районе в большой семье Ян-Чин-Фана и Акулины Яковлевны Буруевой.
В 1954—1959 годах учился в Улан-Удэнском музыкальном училище им. П. И. Чайковского (класс Лхасарана Линховоина). Окончил училище с большой сольной программой, в которую входили арии из опер, романсы, бурятские и русские народные песни.
С 1959 года выступал в Бурятский театр оперы и балета сначала артистом хора, а вскоре стал ведущим солистом. Создал более 50 оперных образов. Камерный репертуар певца включал романсы Чайковского, Рахманинова, Свиридова, песни композиторов Бурятии. Гастролировал во многих городах России, Монголии и Китая. Среди его учеников такие известные солисты оперы как Батор Будаев, Дамба Занданов, Максим Раднаев, Тогмит Танхаев. В 1995 году покинул сцену.
Умер 25 апреля 1999 года в Улан-Удэ.

### Семья
- Дочь — Эржена Владимировна Буруева, заведующая отделением СКД и НХТ Колледжа искусств им. П. И. Чайковского, заслуженный работник культуры РБ, почётный работник СПО РФ[1].

## Награды и премии
- Заслуженный артист Бурятской АССР (1967).
- Народный артист Бурятской АССР (1970).
- Заслуженный артист РСФСР (25.07.1973).
- Государственная премия Бурятской АССР (1981).
- Народный артист РСФСР (17.12.1986).
- Орден Дружбы (Россия) (1996).

## Оперные партии
- «Фауст» Ш. Гуно — Валентин
- «Севильский цирюльник» Дж. Россини — Фигаро
- «Травиата» Дж. Верди — Жермон
- «Евгений Онегин» П. И. Чайковского — Евгений Онегин
- «Пиковая дама» П. И. Чайковского — князь Елецкий (1965, 1979)
- «Иоланта» П. И. Чайковского — Роберт
- «Энхэ-Булат Бато» М. Фролова — Эрхе-Мэрген
- «Ромео и Джульетта» Ш. Гуно
- «Дон Карлос»  Дж. Верди — маркиз (1976)
- «Аттила»  Дж. Верди — Эцио (1980)
- «Трубадур» Дж. Верди — граф ди Луна (1995)
- «Богема» Дж. Пуччини — Марсель
- «Тоска», «Турандот» Дж. Пуччини
- «Дон Жуан» В. Моцарта
- «Овод» А. Спадавеккиа — Артур Риварес
- «Побратимы» Д. Аюшеева — Мунко
- «Братья» Д. Аюшеева — Буянто
- «Будамшу» Б. Ямпилова — Будамшу
- «Прозрение» Б. Ямпилова — Цэдэн
- «Грозные годы» Б. Ямпилова — Бато
- «Чудесный клад» Б. Ямпилова
- «Цыремпил Ранжуров» Б. Ямпилова — Цырен
- «Сильнее смерти» Б. Ямпилова — Баир
- «Анна Снегина» А. Холминова, «Два капитана» Г.Шантыря, «Буря» Т. Хренникова, «Свадьба в Малиновке» А. Александрова, «Судьба человека» И. Дзержинского, «Дуэнья» С. Прокофьева, «Укрощение строптивой» В. Шебалина, «Вера. Победа. Любовь» Д. Двоскина, «Души прекрасные порывы» С. Волкова